# Penstemon leonensis
Penstemon leonensis är en grobladsväxtart som beskrevs av Richard Myron Straw. Penstemon leonensis ingår i släktet penstemoner, och familjen grobladsväxter. Inga underarter finns listade i Catalogue of Life.